# Serra de Roca Galena
La Serra de Roca Galena és una serra situada entre els municipis de Gavà i de Sant Climent de Llobregat a la comarca del Baix Llobregat, amb una elevació màxima de 297 metres.